# LR Близнецов
LR Близнецов (лат. LR Geminorum), HD 43078 — двойная звезда в созвездии Близнецов на расстоянии (вычисленном из значения параллакса) приблизительно 7 433 световых лет (около 2 279 парсек) от Солнца. Видимая звёздная величина звезды — от +9,12m до +9,01m. Возраст звезды определён как около 10 млн лет.

## Характеристики
Первый компонент — бело-голубая пульсирующая переменная звезда типа Беты Цефея (BCEP) спектрального класса B0IV, или B0, или B0,5III. Масса — около 6,351 солнечных, радиус — около 17,034 солнечных, светимость — около 1284,998 солнечных. Эффективная температура — около 23009 К.
Второй компонент — красный карлик спектрального класса M. Масса — около 307,62 юпитерианских (0,2937 солнечной). Удалён в среднем на 2,77 а.е..